# 小行星47144
小行星47144（47144 Faulkes）是一颗绕太阳运转的小行星，为主小行星带小行星。该小行星于1999年8月7日发现。
該小行星以英國宇宙學家及軟體大亨迪爾·福爾克斯命名。

## 轨道参数
小行星47144的轨道半长轴为2.2339292 UA，离心率为0.124。